# Крум
Крум (Крум Грозный; болг. Крум Страшни; умер 13 апреля 814) — хан болгар (802—814).

## Биография

### Происхождение
Существуют две гипотезы происхождения Крума. Согласно первой, его род происходил из Паннонии, где он был на службе у аваров. По второй и более распространённой, Крум родился в Македонии. Некоторыми исследователями предполагается, что он мог принадлежать к династии Дуло, являясь потомком Кубера, брата Аспаруха. Однако также считается родоначальником новой династии.

### Война с аварами
Воспользовавшись ослаблением Аварского каганата, который вёл на западе войну с франкской империей Карла Великого, хан Крум напал на авар. Война закончилась полным разгромом аварского государства. Его территория была разделена между победителями. К 805 году Болгария завладела восточной частью каганата, немногим ранее западную часть каганата заняли франки, новая граница между победителями прошла по среднему Дунаю.
Согласно византийскому сборнику Суда, Крум созвал пленных авар, и спросил их:
И спросил Крум аварских пленных: «От чего, по вашему, погибли ваш архонт (предводитель народа вне Византии) и весь ваш народ?» Пленные авары ответили: «Из-за того, что умножились обвинения каждый против каждого, погибли самые смелые и умные среди нас; потом воры и несправедливые стали соучастниками со судьями; потом от хмеля — когда вино увеличилось, все стали пьяницами; потом — из-за взяточничества; ещё потом — из-за купечества, потому что все те, которые стали купцами, друг друга обманывали. И вправду, погибель произошла на нас ото все этого».
Когда Крум услыхал те слова, он созвал всех болгар, и приказал им, и установил закон:
«Если кто-нибудь обвинит другого, предварительно не слушать его; но связать и допросить. И если обвинение ложное, да будет казнен.
Ворам не дозволено давать пищу. И если кто-то осмелиться то сделать, его имущество отнимается. И вору следует переломать сустав ног.
И всех виноградников искоренить (приказал Крум).
И каждому нищему не давать как попало, а согласно потребностей — чтобы тот снова не начал нищенствовать. Кто тот приказ не соблюдает, его имущество отнимается».

### Война с Византией
В 807 году началась война с Византией, которая продолжалась с переменным успехом и закончилась только в 815 году, через год после смерти хана Крума.

#### Против Никифора I
В 807 году император Никифор начал поход на Болгарию. Он дошёл только до Адрианополя и вынужден был вернуться. В 808 году хан Крум перехватил инициативу и напал на византийские войска в долине реки Струма. Там раздавали жалование воинам, и Крум захватил большое количество золота — «сто тысяч литров золота». После этого, в 809 году он осадил византийскую крепость Сердика (совр. София) хитростью и под честное слово взял её, но поступил лукаво и перебил весь гарнизон. Чтобы отомстить за потерю города, император Никифор в том же году выступил против болгар, но из-за волнений в армии снова был вынужден отложить поход. Только через два года, собрав огромную армию, Никифор затеял новый поход. Он намеревался уничтожить Болгарское государство.
Собравши войско не только из Фракии, но и забосфорские легионы, бедных на собственном их иждивении, вооруженных пращами и палками, которые со всем войском проклинали его, он пошел в Болгарию. Круммос, устрашившись столь многочисленного войска, когда оно находилось еще в Маркеллах, просил мира.
Хан Крум осознал, что угроза полного уничтожения Болгарии вполне реальна и решил просить о мире. При подходе к крепости Маркелы к императору прибыли болгарские послы, просящие мира. Император отверг предложение о мире и пошёл дальше. Хан Крум, собрав 50-тысячное войско попытался остановить византийцев, но болгарская армия была разбита.
Император начал с жестокостью истреблять мирное население. По словам Феофана Исповедника варварство византийского императора не имело границ, он приказал убивать даже женщин и грудных детей особо жестокими способами.
Отступив, для обороны Плиски хан оставил 12-тысячный гарнизон. После успешной осады, болгарская столица была захвачена и разрушена, а гарнизон перебит. Никифор вошёл в город 20 июля. Он разграбил сокровища болгарского хана и щедро одарил войско и знать. В Плиске к нему ещё раз прибыли послы болгарского хана. Они передали ему следующие слова хана Крума: «Вот ты пришел и победил. Возьми, что тебе будет угодно и уходи с миром». Но возгордившийся император не хотел и слышать о мире. Тем временем хан Крум собирает новое войско из болгар, авар и славян. Хан Крум поднимает на борьбу с захватчиком все болгарское население, исторические свидетельства говорят, что были вооружены даже женщины.
23 июля 811 года император Никифор вышел из Плиски. Сначала он планировал направиться к Сердике, но получив сведения от разведчиков, что хан Крум преграждает ему путь, блокировав Балканские проходы, и готовит засаду, повернул армию к Константинополю.

##### Битва в Вырбишском ущелье
Маневрируя войском в поисках прохода через Балканы, он остановился около места, называемого Вырбишском проходом 25 июля 811 года. Проход болгары успели быстро перегородить рвом и деревянной стеной. Армии пришлось разбиться на отдельные отряды, так как местность не позволяла полного сосредоточения войска. Оценив реальное положение дел, император Никифор предвидел:
…и находившимся при нем так говорил о гибели своей: хотя б мы были крылатые, и тогда никто не надейся избежать смерти.
26 июля 811 года болгары атаковали центр византийской армии, где был императорский отряд. Византийцы быстро вооружились, но вскоре были сметены волной болгар и решили спасаться бегством. Большая часть войска повернула к реке, где многие утонули, не найдя переправы. Другая часть войска попыталась прорваться через ров и стену, но были убиты. Погибла практически вся византийская армия, в том числе и сам император. О смерти Никифора есть разные версии:
Каким образом убит он, никто из спасшихся не мог рассказать с точностью. Одни говорят, что сами христиане закололи его, когда он упал.
Византийские хронисты пишут, что император Никифор погиб «ещё при первом ударе самым жалким способом». Но болгарские историки того времени говорят о другом. Император был взят живым и отведён к хану Круму. Перед ханом ему отрезали голову и посадили её на кол. Перед этим колом хан Крум принял парад торжествующих войск. После этого из черепа императора Никифора хан Крум приказал изготовить отделанный серебром кубок, из которого он пил на пирах со славянскими вождями и произносил тосты в их честь и за спасение страны.

#### Против Михаила I Рангави
На следующий год болгары двинулись на Константинополь. Им удалось захватить несколько крепостей внешней линии обороны, защищавшей византийскую столицу на дальних подступах. Не рассчитывая взять город осадой или штурмом, Крум предложил мир на условиях ежегодной выплаты дани и возврата перебежчиков. Однако новый император Михаил I отклонил предложение. Ответом Крума стало взятие Месембрии в октябре 812 года. Крум использовал большое количество осадных машин, строительством которых он был обязан некоему искусному аравитянину, сбежавшему из Адрианополя из-за плохого отношения к нему со стороны императора Никифора.
В половине октября месяца Круммос окружил Мезимврию с машинами и осадными орудиями, которые устроять научился по поводу Никифора, разорителя христиан. Во время похода своего он принял одного аравитянина, принявшего крещение, весьма опытного в механике, и поставил его в Адрианополе, впрочем не сделавши ему по достоинству никакого воздаяния, ни благодеяния, но и жалованье ему уменьшил, и когда тот начал жаловаться, жестоко высек его. Обиженный пришел в отчаянье, убежал к болгарам и научил их всякому устроению военных машин. Крумма осадил город и поелику не было ему сопротивления, а городу помощи, по причине какого-то усыпления, целый месяц продолжавши осаду, наконец взял его.
Взятие Месембрии в Византии было принято болезненно, так как кроме богатой добычи морского города, болгары захватили 36 сифонов для секретного оружия «греческий огонь»:
Неприятели нашли в сем городе изобилие всего необходимого для продовольствия жителей, и в то же время взяли Делвет, и нашли в них тридцать шесть медных сифонов и не малое количество морского извергаемого огня и множество золота и серебра.

##### Битва при Версиникии
В 813 году Крум вновь подошёл к Константинополю. Основной преградой перед Константинополем являлась крепость Версиникея, где император Михаил I Рангаве сосредоточил остатки своей армии:
После взятия Мезимврии царь отказал Круммосу в мире, и собравши войско из всех легионов, до весны приказал отправиться во Фракию; но ропот был всеобщий; особенно роптали каппадокиане и армяне. Царь сам с легионами выступил в мае месяце и Прокопия сопровождала его до Водопровода близ Ираклии.
Однако византийские солдаты недовольствовали, грабили местное население, к тому же положение ухудшило солнечное затмение, которое испугало многих византийцев. Тем же временем последователи одной из ересей в Константинополе стали безумствовать, молясь Константину V о победе над болгарами, чем вызвали негодование православного населения города. Причиной этих молитв были множество походов и побед императора над болгарами. Несколько дней подряд обе армии выстраивались, но ни одна не решалась нападать. Это привело к смуте в византийской армии, так как по мнению византийцев их армия была в несколько раз больше болгарской. Явно не выдержав психологически, фракийские отряды Йоанна Аплакиса, известив императора, начали наступление. Их примеру последовала остальная часть армии. Такие манёвры показались хану Круму заманивающим шагом. Однако через некоторое время удостоверившись, что армия византийцев панически отступает, он приказал перейти в наступление и болгарское войско настигло и разгромило византийскую армию. Этот крах остатков византийской армии оставил подступы к Константинополю беззащитными. Сам же император Михаил I Рангаве, после такого позора разочаровавшись в своих советниках и в армии, решил сложить с себя императорскую власть и известил об этом будущего императора, полководца восточных отрядов Льва Армянина.

#### Против Льва V Армянина
Оставив войска для осады Адрианополя, хан Крум двинул войска и расположился рядом с Константинополем. Византийцы с испугом наблюдали за странными действиями нового Сеннахирима, как они прозвали его. Крум осуществил ряд языческих обрядов и на последующих переговорах одним из его требований было забить своё копьё в стены Константинополя, что должно было, по его верованию, осуществить мифическую связь с городом для последующего взятия. Также Крум приказал выкопать ров и построить защитные укрепления со стороны Константинополя.
К этому времени византийский трон занял Лев V Армянин, который начал переговоры с болгарским ханом. Новый император изобразил готовность заключить мир, но потребовал личной встречи с Крумом, намереваясь убить его во время переговоров. В определённом месте были спрятаны лучники и по знаку они стали стрелять в хана. Хана Крума спасла его быстрота и быстроногий конь, и хотя они попали в него, не нанесли ему ран. Хитрость не удалась, разъярённый хан опустошил окрестности столицы. Кульминацией его ярости стало взятие Адрианополя, население которого он переселил.
Последнее лукавство византийцев стало последней каплей для Крума и после этого разъярённый Крум начал готовиться к окончательному взятию Константинополя. Он подготовил огромный парк осадных машин, которых должны были везти 5000 обкатанных сталью машин. Крум созвал славянские племена и аваров, входящих в состав его государства. Удостоверившись в правдивости слухов, византийский император стал укреплять стены Константинополя и даже попросил помощи у Людовика I Благочестивого.
В разгар подготовки к новой решительной кампании против Византии хан Крум внезапно умер 13 апреля 814 года. О его смерти есть несколько византийских источников и скорее всего он стал жертвой сакрального цареубийства по обычаям протоболгар. Войну продолжил его преемник, хан Омуртаг.

### Смерть хана Крума
Хан Крум умер при странных обстоятельствах. Согласно источникам, из его рта, ушей и ноздрей потекли реки крови, а согласно одному из них, он был убит «неведомой рукой».
За его недолгое правление, он совершил несравненные для его предшественников и последующих правителей дела. В результате краха Аварского каганата и войн с Византией, он увеличил вдвое территорию Болгарского ханства. Покорённые авары приняли его в качестве правителя, вероятно из-за близких родственных связей авар и протоболгар. В отличие от авар, покорённых франками, они не затеяли мятежей. В 811 году он спас Болгарию от уничтожения Византией. В 811 и 813 годах он практически уничтожил военную мощь Византийской империи и подошёл вплотную к её столице, взяв все крепости на подступах к её европейской части.
В 813 году начал грандиозную, по масштабности подготовки, кампанию по взятию Константинополя, что не удалось ни одному болгарскому правителю. В результате его победоносных войн Болгария, старавшаяся в основном сохранять свою территорию и не водившая крупную экспансионистскую политику, вдруг оказалась на пороге крушения Византийской империи. Взятие одного из самых защищённых в мире городов и центров средневековой цивилизации имело большое значение. Современники Крума явно не были готовы к таким грандиозным поворотам событий.

### Внутренняя политика
Крум стал первым законодателем Болгарии. Законы хана сохранились в пересказе греческого энциклопедического словаря — Суды. Согласно Суде законы были изданы Крумом после допроса аварских пленников, которые назвали в числе причин, повлекших гибель своего мощного государства, клеветничество, мздоимство, пьянство и рост социального неравенства. Чтобы остановить развитие этих пороков в Болгарии, Крум и издал законы, регулирующие судопроизводство, ужесточающие наказания за воровство, а также приказал вырубить в Болгарии виноградники.

### Хан Крум и вино
Одной из причин падения Аварского каганата было пьянство. По этой причине Крум приказал вырубить виноградники в Болгарии.
По легенде, некоторое время после этого на столицу Плиска стал нападать огромный лев, сбежавший с ханского зверинца, который сильно пугал людей. Никто не мог его одолеть. Некий воин Мавруд тем временем вернулся в Болгарию, не зная о «сухом законе». Услыхав об ужасном льве, долго не раздумывая, отправился один на его поиски. Найдя льва, в короткой схватке бесстрашный юноша убил зверя. Молва о подвиге быстро распространилась. Слух достиг ушей хана. Он был крайне удивлён силой и храбростью Мавруда, который в одиночку сделал то, что не смогли множество других болгарских воинов. Крум приказал позвать Мавруда в дворец и стал расспрашивать, откуда у него такая сила и храбрость. Бесстрашный Мавруд честно ответил, что до поединка выпил чашу вина, которого дала ему мать, и что в вине источник его сил. Она втайне выращивала виноградные лозы, ослушавшись закона хана. Крум был поражён ответом храброго Мавруда. Он щедро наградил юношу и приказал восстановить виноградники в Болгарии. В честь бесстрашного воина Мавруда был назван сорт известного болгарского винограда «Мавруд».